# Polymera parvicornis
Polymera parvicornis là một loài ruồi trong họ Limoniidae. Chúng phân bố ở miền Cổ bắc.